# Tetraodon fluviatilis
Espèce
Statut de conservation UICN

 LC  : Préoccupation mineure
Tetraodon fluviatilis ou Tétrodon d'eau douce est une espèce de tétraodons vivant dans le Sud-Est de l'Asie (Inde, Sri Lanka, Bangladesh, Birmanie et Bornéo). On l'appelle communément Poisson gonfleur car il peut se gonfler pour éloigner ses prédateurs. Il mesure jusqu'à 17 cm - 20 cm de long. Sa reproduction a lieu en eau saumâtre et le mâle garde la couvée. Sa chair est toxique pour les hommes et les animaux et même la cuisson n'élimine pas les toxines.